# SN 2004bs
SN 2004bs – supernowa typu Ib odkryta 16 maja 2004 roku w galaktyce NGC 3323. W momencie odkrycia miała maksymalną jasność 17,00m.